# Calloserica chiplingensis
Calloserica chiplingensis är en skalbaggsart som beskrevs av Ahrens 1999. Calloserica chiplingensis ingår i släktet Calloserica och familjen Melolonthidae. Inga underarter finns listade.